# Mario Cevolotto
Pour les articles homonymes, voir Cevolotto.
Mario Cevolotto (Trévise, 1er avril 1887 - Viareggio, 6 avril 1953) était un homme politique italien.

## Biographie
Avocat pénaliste, il est volontaire pendant la Première Guerre mondiale, où il atteint le grade de capitaine (capitano) pour mérites de guerre. Franc-maçon, il est élu en 1919-20 Vénérable Maître de la loge Fraternitas de Rome, puis devient membre de la loge de propagande maçonnique romaine du Grand Orient d'Italie. Il atteint le 33e degré du Rite écossais ancien et accepté et est président du Conseil des adorateurs de la vallée du Tibre et en 1925 de l'Aréopage de Rome du 30e degré. Antifasciste, il s'est retiré de l'activité professionnelle pendant le régime fasciste.
À partir de 1942, il est l'un des principaux représentants du Partito Democratico del Lavoro (Parti démocratique du travail) et, en tant que représentant de son parti, après le 25 juillet 1943, il est membre du conseil militaire du Comité de libération nationale (Comitato di Liberazione Nazionale ou CLN) de Rome avec Giorgio Amendola (PCI), Riccardo Bauer (PdA), Giuseppe Spataro (DC), Manlio Brosio (PLI) e Sandro Pertini (PSIUP).
Il a été ministre des Postes et Télécommunications dans le 3e gouvernement Bonomi et ministre de l'Aéronautique dans le gouvernement Parri et le 1er gouvernement De Gasperi.
Le 2 juin 1946, il est élu à l'Assemblée constituante, où il propose l'une des premières formulations de l'article 1 de la Constitution italienne.
Entre-temps, la crise du  Partito Demolaburista (parti démolaburiste) s'était aggravée. Le manque de soutien électoral, la consolidation des partis traditionnels et, surtout, l'opposition croissante dans l'arène politique italienne ont conduit à la dissolution du parti. Lors des élections locales de 1947, les démonstrateurs se sont présentés comme indépendants sur les listes des autres partis. Les deux tendances - modérée et progressiste - qui avaient toujours été présentes au sein du parti étaient devenues irréconciliables dans la nouvelle situation politique. Cevolotto choisit alors de rejoindre les rangs des partis de gauche et en décembre 1947, avec d'autres démonstrateurs tels que Enrico Molè, Francesco Cerabona et Luigi Gasparotto, il adhère au Fronte Democratico Popolare (Front populaire). Son changement politique semble s'être produit dans les années de la Constituante et surtout en 1947, lorsque l'unité des forces antifascistes s'est brisée et que le camp modéré mené par les démocrates-chrétiens l'a emporté. Il s'est prononcé contre le gouvernement De Gasperi en janvier 1948, l'accusant d'exercer une pression indue sur la presse et d'empêcher ainsi une campagne électorale libre. L'Assemblée a approuvé sa proposition d'abolir toute forme de censure gouvernementale préalable des publications.
Après 1948, Cevolotto se retire de la politique active. Il décède à Viareggio le 6 avril 1953.

### Nominations parlementaires
- Président de la sous-commission pour l'examen du projet de loi sur la presse
- Commission de la Constitution
- Membre de la première sous-commission
- Membre du comité de rédaction
- Membre de la Commission des traités internationaux
- Membre de la Commission d'examen des motifs de l'accusation portée par le député Finocchiaro Aprile contre le député Parri
- Membre de la Commission spéciale pour l'examen des esquisses de l'emblème de la République
- Membre de la quatrième commission d'examen des projets de loi

## Publications
- (it) I delitti contro la libertà del lavoro, Turin, 1911.
- (it) Alle origini dello studio di Trevigi, Trévise, Turazza

## Sources
- (it) Cet article est partiellement ou en totalité issu de l’article de Wikipédia en italien intitulé « Mario Cevolotto » (voir la liste des auteurs).